# جون سوک هو
جون سوک هو (کره‌ای: 전석호؛ زادهٔ ۲ مه ۱۹۸۴) بازیگر اهل کره جنوبی است. او بیشتر به خاطر ایفای نقش در پادشاهی شناخته می‌شود. او همچنین در مجموعه‌های تلویزیونی مانند میسنگ: زندگی ناتمام (۲۰۱۴)، زن قوی دو بونگ‌سون (۲۰۱۷) و جیریسان (۲۰۲۱) حضور پیدا کرده‌است.